# Grand Prix automobile d'Australie 1991
GP précédent GP suivant
Le Grand Prix automobile d'Australie 1991 (Foster's Australian Grand Prix), disputé sur le circuit urbain d'Adélaïde en Australie le 3 novembre 1991, est la septième édition du Grand Prix, la 516e épreuve de l'histoire du championnat du monde de Formule 1 courue depuis 1950 et la seizième et dernière manche du championnat 1991.
Une pluie torrentielle s'abattit sur le circuit une vingtaine de minutes après le départ et la course fut interrompue avec les résultats arrêtés au 14e tour. Seule la moitié des points fut attribuée.

## Classement
| Pos. | No | Pilote             | Écurie               | Tours | Temps/Abandon                  | Grille | Points |
| ---- | -- | ------------------ | -------------------- | ----- | ------------------------------ | ------ | ------ |
| 1    | 1  | Ayrton Senna       | McLaren-Honda        | 14    | 24 min 34 s 899 (129,170 km/h) | 1      | 5      |
| 2    | 5  | Nigel Mansell      | Williams-Renault     | 14    | + 1 s 259                      | 3      | 3      |
| 3    | 2  | Gerhard Berger     | McLaren-Honda        | 14    | + 5 s 012                      | 2      | 2      |
| 4    | 20 | Nelson Piquet      | Benetton-Ford        | 14    | + 30 s 103                     | 5      | 1,5    |
| 5    | 6  | Riccardo Patrese   | Williams-Renault     | 14    | + 50 s 537                     | 4      | 1      |
| 6    | 27 | Gianni Morbidelli  | Ferrari              | 14    | + 51 s 069                     | 8      | 0,5    |
| 7    | 21 | Emanuele Pirro     | Scuderia Italia-Judd | 14    | + 52 s 361                     | 13     |        |
| 8    | 33 | Andrea De Cesaris  | Jordan-Ford          | 14    | + 1 min 00 s 431               | 12     |        |
| 9    | 32 | Alessandro Zanardi | Jordan-Ford          | 14    | + 1 min 15 s 567               | 16     |        |
| 10   | 4  | Stefano Modena     | Tyrrell-Honda        | 14    | + 1 min 20 s 370               | 9      |        |
| 11   | 12 | Johnny Herbert     | Lotus-Judd           | 14    | + 1 min 22 s 073               | 21     |        |
| 12   | 22 | Jyrki Järvilehto   | Scuderia Italia-Judd | 14    | + 1 min 38 s 519               | 11     |        |
| 13   | 9  | Michele Alboreto   | Footwork-Porsche     | 14    | + 1 min 39 s 303               | 15     |        |
| 14   | 15 | Mauricio Gugelmin  | Leyton House-Ilmor   | 13    | Accident                       | 14     |        |
| 15   | 10 | Alex Caffi         | Footwork-Porsche     | 13    | + 1 tour                       | 23     |        |
| 16   | 24 | Roberto Moreno     | Minardi-Ferrari      | 13    | + 1 tour                       | 18     |        |
| 17   | 8  | Mark Blundell      | Brabham-Yamaha       | 13    | + 1 tour                       | 17     |        |
| 18   | 26 | Érik Comas         | Ligier-Lamborghini   | 13    | + 1 tour                       | 22     |        |
| 19   | 11 | Mika Häkkinen      | Lotus-Judd           | 13    | + 2 tours                      | 25     |        |
| 20   | 16 | Karl Wendlinger    | Leyton House-Ilmor   | 12    | + 2 tours                      | 26     |        |
| Abd. | 23 | Pierluigi Martini  | Minardi-Ferrari      | 8     | Accident                       | 10     |        |
| Abd. | 19 | Michael Schumacher | Benetton-Ford        | 5     | Collision                      | 6      |        |
| Abd. | 28 | Jean Alesi         | Ferrari              | 5     | Collision                      | 7      |        |
| Abd. | 34 | Nicola Larini      | Modena-Lamborghini   | 5     | Collision                      | 19     |        |
| Abd. | 25 | Thierry Boutsen    | Ligier-Lamborghini   | 5     | Collision                      | 20     |        |
| Abd. | 3  | Satoru Nakajima    | Tyrrell-Honda        | 4     | Sortie de piste                | 24     |        |
| Nq.  | 30 | Aguri Suzuki       | Larrousse-Ford       |       | Non qualifié                   |        |        |
| Nq.  | 7  | Martin Brundle     | Brabham-Yamaha       |       | Non qualifié                   |        |        |
| Nq.  | 35 | Eric van de Poele  | Modena-Lamborghini   |       | Non qualifié                   |        |        |
| Nq.  | 32 | Bertrand Gachot    | Larrousse-Ford       |       | Non qualifié                   |        |        |
| Npq. | 14 | Gabriele Tarquini  | Fondmetal-Ford       |       | Non préqualifié                |        |        |
| Npq. | 31 | Naoki Hattori      | Coloni-Ford          |       | Non préqualifié                |        |        |

## Pole position et record du tour
- Pole position :  Ayrton Senna (McLaren-Honda) en 1 min 14 s 041 (vitesse moyenne : 183,790 km/h)[2].
- Meilleur tour en course :  Gerhard Berger (McLaren-Honda) en 1 min 41 s 141 au 14e tour (vitesse moyenne : 134,545 km/h)[3].

## Tours en tête
- Ayrton Senna (McLaren-Honda) : 14 tours (1-14)[4].

## Statistiques
- 6e et dernier Grand Prix pour Modena Team.
- 13e et dernier Grand Prix pour Coloni.
- 80e et dernier Grand Prix pour Satoru Nakajima.
- 204e et dernier Grand Prix pour Nelson Piquet.
- Une pluie torrentielle s'abattit sur le circuit une vingtaine de minutes après le départ et la course fut stoppée avec les résultats arrêtés au 14e tour. Seule la moitié des points fut ainsi attribuée. Ce Grand Prix a été jusqu’au Grand Prix de Belgique 2021 le plus court de l'histoire du championnat du monde de Formule 1 quant à la distance parcourue (52,920 km)[5] et au temps de course (24 min 34 s 899)[6].